# Comoara quimbayană
Comoara quimbayană (în spaniolă: Tesoro de los Quimbayas) constă în niște obiectele de aur și de tumbag care au fost găsite în două morminte ale civilizației quimbaya. Astăzi se află în Muzeul Americilor din Madrid, unde este expusă permanent. Importanța sa constă nu numai în numărul de artefacte care o alcătuiesc, ci în calitățile sale artistice și tehnice care sunt remarcabile, ceea ce le face capodopere reprezentative ale artei precolumbiene.